# Hjärtstilla
Hjärtstilla (Leonurus cardiaca) är en växt i familjen kransblommiga växter. Hjärtstillan är en ruderatväxt. I Norden förekommer den i södra och mellersta Sverige, sydöstra Norge och sydvästra Finland. Den blommar under högsommaren. Hjärtstillan har handnerviga blad och frukterna har hårig toppyta. Blomfärgen är ljusröd.
Både det svenska namnet hjärtstilla och det vetenskapliga artnamnet cardiaca beror på örtens forna användning som stärkande medel mot hjärtklappning. På grund av bladens form har den även kallats hampnässla och bonässla. Även bosyska har kallats bonässla.

## Underarter
Det finns ett par underarter till hjärtstilla:
- Äkta hjärtstilla (Leonurus cardiaca ssp. cardiaca)
- Ullig hjärtstilla (Leonurus cardiaca ssp. villosus)